# Modis Tower
Modis Tower – wieżowiec w Jacksonville, w stanie Floryda, w Stanach Zjednoczonych, o wysokości 195 m. Budynek został otwarty w 1974 i liczy 37 kondygnacji.